# Premis del Futbol Internacional de l'Associació de Futbol d'Irlanda
Els Premis del Futbol Internacional de l'Associació de Futbol d'Irlanda (FAI International Football Awards en anglès) són uns guardons que entrega, anualment, l'Associació de Futbol d'Irlanda, als millors jugadors irlandesos de l'any.

## Premis Internacionals Absoluts

### Jugador Internacional Absolut de l'Any
| Any  | Guanyador          | Club                                 |
| ---- | ------------------ | ------------------------------------ |
| 2015 | Jonathan Walters   | Stoke City FC                        |
| 2014 | John O'Shea        | Sunderland AFC                       |
| 2013 | Robbie Keane       | LA Galaxy                            |
| 2012 | Keith Andrews      | Bolton Wanderers FC                  |
| 2011 | Richard Dunne      | Aston Villa FC                       |
| 2010 | Kevin Doyle        | Wolverhampton Wanderers FC           |
| 2009 | Robbie Keane       | Liverpool FC/Tottenham Hotspur FC    |
| 2008 | Kevin Doyle        | Reading FC                           |
| 2007 | Richard Dunne      | Manchester City FC                   |
| 2006 | Shay Given         | Newcastle United FC                  |
| 2005 | Shay Given         | Newcastle United                     |
| 2004 | Kevin Kilbane      | Everton FC                           |
| 2003 | No award ceremony. | No award ceremony.                   |
| 2002 | Damien Duff        | Blackburn Rovers FC                  |
| 2001 | Roy Keane          | Manchester United FC                 |
| 2000 | Mark Kinsella      | Charlton Athletic FC                 |
| 1999 | Alan Kelly         | Sheffield United FC/Blackburn Rovers |
| 1998 | Kenny Cunningham   | Wimbledon FC                         |
| 1997 | Roy Keane          | Manchester United                    |
| 1996 | Alan McLoughlin    | Portsmouth FC                        |
| 1995 | Andy Townsend      | Aston Villa                          |
| 1994 | Ray Houghton       | Aston Villa                          |
| 1993 | Steve Staunton     | Aston Villa                          |
| 1992 | John Aldridge      | Tranmere Rovers                      |
| 1991 | Paul McGrath       | Aston Villa                          |
| 1990 | Paul McGrath       | Aston Villa                          |
| 1989 | Kevin Moran        | Sporting de Gijón                    |

### Gol Internacional de l'Any
| Any  | Guanyador     | Contrincant     |
| ---- | ------------- | --------------- |
| 2015 | Shane Long    | Alemanya        |
| 2014 | Aiden McGeady | Geòrgia         |
| 2013 | Shane Long    | Anglaterra      |
| 2012 | Kevin Doyle   | Kazakhstan      |
| 2011 | Darron Gibson | Gal·les         |
| 2010 | Kevin Doyle   | Andorra         |
| 2009 | Robbie Keane  | França          |
| 2008 | Andy Keogh    | Sèrbia          |
| 2007 | Kevin Doyle   | Eslovàquia      |
| 2006 | Kevin Kilbane | República Txeca |
| 2005 | Robbie Keane  | Islàndia        |
| 2004 | Robbie Keane  | Països Baixos   |

### Millor Jugador Jove de l'Any
| Any  | Guanyador          | Club                                     |
| ---- | ------------------ | ---------------------------------------- |
| 2015 | Robbie Brady       | Hull City AFC/Norwich City FC            |
| 2014 | Jeff Hendrick      | Derby County FC                          |
| 2013 | James McCarthy     | Everton                                  |
| 2012 | James McCarthy     | Wigan Athletic FC                        |
| 2011 | Darren O'Dea       | Leeds United FC (cedit pel Celtic)       |
| 2010 | Shane Long         | Reading                                  |
| 2009 | Darron Gibson      | Manchester United                        |
| 2008 | Aiden McGeady      | Celtic                                   |
| 2007 | Stephen Ireland    | Manchester City                          |
| 2006 | Kevin Doyle        | Reading                                  |
| 2005 | Stephen Elliott    | Sunderland                               |
| 2004 | Andy Reid          | Nottingham Forest FC                     |
| 2003 | No award ceremony. | No award ceremony.                       |
| 2002 | Steven Reid        | Millwall FC                              |
| 2001 | Damien Duff        | Blackburn Rovers                         |
| 2000 | Richard Dunne      | Everton/Manchester City                  |
| 1999 | Robbie Keane       | Wolverhampton Wanderers/Coventry City FC |
| 1998 | Robbie Keane       | Wolverhampton Wanderers                  |
| 1997 | David Connolly     | Watford FC/Feyenoord                     |
| 1996 | Shay Given         | Blackburn Rovers                         |
| 1995 | Jeff Kenna         | Southampton FC/Blackburn Rovers          |
| 1994 | Roy Keane          | Manchester United                        |
| 1993 | Roy Keane          | Nottingham Forest/Manchester United      |
| 1992 | Terry Phelan       | Wimbledon/Manchester City                |
| 1991 | John Connolly      | Bohemians                                |
| 1990 | Niall Quinn        | Arsenal FC/Manchester City               |
| 1989 | Steve Staunton     | Liverpool                                |

## Futbol Internacional Juvenil

### Millor Jugador Internacional Sub-21 de l'Any
| Any  | Guanyador          | Club                                    |
| ---- | ------------------ | --------------------------------------- |
| 2015 | Alan Browne        | Preston North End                       |
| 2014 | Jack Grealish      | Aston Villa                             |
| 2013 | Sean Murray        | Watford                                 |
| 2012 | Robbie Brady       | Hull City                               |
| 2011 | Robbie Brady       | Hull City (cedit pel Manchester United) |
| 2010 | Seamus Coleman     | Everton                                 |
| 2009 | Seamus Coleman     | Everton                                 |
| 2008 | Owen Garvan        | Ipswich Town FC                         |
| 2007 | Stephen O'Halloran | Southampton (cedit pel Aston Villa)     |
| 2006 | Kevin Foley        | Luton Town FC                           |
| 2005 | Kevin Doyle        | Reading                                 |
| 2004 | Glenn Whelan       | Sheffield Wednesday FC                  |
| 2003 | No award ceremony. | No award ceremony.                      |
| 2002 | Joe Murphy         | West Bromwich Albion FC                 |
| 2001 | Steven Reid        | Millwall                                |
| 2000 | Barry Quinn        | Coventry                                |
| 1999 | Alan Mahon         | Tranmere Rovers                         |
| 1998 | Kevin Kilbane      | West Bromwich Albion                    |
| 1997 | David Worrell      | Blackburn Rovers                        |

| Any  | Guanyador          | Club                    |
| ---- | ------------------ | ----------------------- |
| 2015 | Ryan Manning       | Queens Park Rangers FC  |
| 2014 | Sam Byrne          | Everton                 |
| 2013 | Pierce Sweeney     | Reading                 |
| 2012 | Anthony Forde      | Wolverhampton Wanderers |
| 2011 | John Egan          | Sunderland              |
| 2010 | Conor Clifford     | Chelsea FC              |
| 2009 | Lanre Oyebanjo     | Histon                  |
| 2008 | Michael Spillane   | Norwich City            |
| 2007 | Keith Treacy       | Blackburn Rovers        |
| 2006 | John Paul Kelly    | Bohemians               |
| 2005 | Joey O'Brien       | Bolton Wanderers        |
| 2004 | Willo Flood        | Manchester City         |
| 2003 | No award ceremony. | No award ceremony.      |
| 2002 | Sean Thornton      | Sunderland              |

| Any  | Guanyador   | Club             |
| ---- | ----------- | ---------------- |
| 2001 | Jon Daly    | Stockport County |
| 2000 | Joe Murphy  | Tranmere Rovers  |
| 1999 | Jason Gavin | Middlesbrough FC |
| 1998 | Barry Quinn | Coventry City    |
| 1997 | Damien Duff | Blackburn Rovers |

### Millor Jugador Internacional Sub-17 de l'Any
| Any  | Guanyador          | Club                    |
| ---- | ------------------ | ----------------------- |
| 2015 | Connor Ronan       | Wolverhampton Wanderers |
| 2014 | Danny Kane         | Huddersfield Town       |
| 2013 | Jack Byrne         | Manchester City         |
| 2012 | Jack Grealish      | Aston Villa             |
| 2011 | Sean Kavanagh      | Fulham FC               |
| 2010 | Sean McGinty       | Manchester United       |
| 2009 | Stephen McDonnell  | Dundalk                 |
| 2008 | Aaron Doran        | Blackburn Rovers        |
| 2007 | Conor McCormack    | Manchester United       |
| 2006 | Terry Dixon        | Tottenham Hotspur       |
| 2005 | Anthony Stokes     | Arsenal                 |
| 2004 | Darren Randolph    | Charlton Athletic       |
| 2003 | No award ceremony. | No award ceremony.      |
| 2002 | Willo Flood        | Manchester City         |
| 2001 | Pierre Ennis       | Aston Villa             |
| 2000 | Stephen Brennan    | Newcastle United        |
| 1999 | Andy Reid          | Nottingham Forest       |
| 1998 | Shaun Byrne        | West Ham United FC      |
| 1997 | Richie Partridge   | Liverpool/Stella Maris  |

### Millor Jugador Internacional Sub-16 de l'Any
| Any  | Guanyador             | Club                         |
| ---- | --------------------- | ---------------------------- |
| 2015 | Jayson Molumby        | Brighton & Hove Albion FC    |
| 2014 | Conor Masterson       | Liverpool                    |
| 2013 | Robert Duggan         | Peterborough United          |
| 2012 | Noe Baba              | Fulham                       |
| 2011 | Kyle McFadden         | Norwich City                 |
| 2010 | Michael Drennan       | Aston Villa                  |
| 2009 | John O'Sullivan       | Blackburn Rovers             |
| 2008 | Mark O'Brien          | Derby County                 |
| 2007 | Conor Clifford        | Chelsea                      |
| 2006 | Jamie O'Brien         | Birmingham City FC           |
| 2005 | Donal McDermott       | Manchester City              |
| 2004 | Keith Treacy          | Blackburn Rovers             |
| 2003 | No award ceremony.    | No award ceremony.           |
| 2002 | Steven Foley-Sheridan | Aston Villa                  |
| 2001 | Willo Flood           | Manchester City FC           |
| 2000 | Robbie Shields        | Leeds United/Cherry Orchard  |
| 1999 | Richard McCarthy      | Manchester City/Stella Maris |
| 1998 | Cliff Byrne           | Sunderland/Home Farm         |
| 1997 | T. Butler             | Sunderland/Stella Maris      |

## Millor Jugador de la Lliga (irlandesa) de l'Any
| Any     | Guanyador          | Club                         |
| ------- | ------------------ | ---------------------------- |
| 2015    | Richie Towell      | Dundalk                      |
| 2014    | Colin Healy        | Cork City                    |
| 2013    | Killian Brennan    | St Patrick's Athletic        |
| 2012    | Jason McGuinness   | Sligo Rovers/Shamrock Rovers |
| 2011    | Patrick Sullivan   | Shamrock Rovers              |
| 2010    | Gary Twigg         | Shamrock Rovers              |
| 2009    | Gary Twigg         | Shamrock Rovers              |
| 2008    | Brian Murphy       | Bohemians                    |
| 2007    | Dave Mooney        | Longford Town/Cork City      |
| 2006    | Ollie Cahill       | Shelbourne/Drogheda United   |
| 2005    | George O'Callaghan | Cork City                    |
| 2004    | Owen Heary         | Shelbourne                   |
| 2003    | Jason Byrne        | Shelbourne                   |
| 2002–03 | Kevin Hunt         | Bohemians                    |
| 2001–02 | Glen Crowe         | Bohemians                    |
| 2000–01 | Glen Crowe         | Bohemians                    |
| 1999–00 | Pat Fenlon         | Shelbourne                   |
| 1998–99 | Paul Osam          | St Patrick's Athletic        |
| 1997–98 | Colin Hawkins      | St Patrick's Athletic        |
| 1996–97 | Peter Hutton       | Derry City                   |
| 1995–96 | Tony Sheridan      | Shelbourne                   |
| 1994–95 | Liam Coyle         | Derry City                   |
| 1993–94 | Stephen Geoghegan  | Shamrock Rovers              |
| 1992–93 | Pat Morley         | Cork City                    |

## Hall of Fame
| Year | Winner                      |
| ---- | --------------------------- |
| 2015 | Tony Cascarino              |
| 2014 | Andy Townsend               |
| 2013 | Ronnie Whelan               |
| 2012 | Kevin Sheedy                |
| 2011 | Ray Houghton                |
| 2010 | Frank Stapleton             |
| 2009 | Ray Treacy                  |
| 2008 | Arthur Fitzsimons           |
| 2007 | Paddy Mulligan              |
| 2006 | Don Givens                  |
| 2005 | Mick Martin                 |
| 2004 | Gerry Daly                  |
| 2003 | No award ceremony.          |
| 2002 | Liam Tuohy                  |
| 2001 | Liam Brady                  |
| 2000 | Joe Haverty                 |
| 1999 | 1949 Irish team (v England) |
| 1998 | Shay Brennan/Tony Dunne     |
| 1997 | Kevin O'Flanagan            |

## Personalitat Internacional
| Any  | Guanyador          |
| ---- | ------------------ |
| 2015 | Gianluca Vialli    |
| 2014 | Jan Tomaszewski    |
| 2013 | Dejan Stanković    |
| 2012 | Zbigniew Boniek    |
| 2011 | Pavel Nedved       |
| 2010 | Ian Rush           |
| 2009 | Ricky Villa        |
| 2008 | Ruud Gullit        |
| 2007 | Sócrates           |
| 2006 | Bobby Robson       |
| 2005 | Pierluigi Collina  |
| 2004 | Martin O'Neill     |
| 2003 | No award ceremony. |
| 2002 | Michel Platini     |
| 2001 | Jack Charlton      |
| 2000 | Pat Jennings       |
| 1999 | Billy McNeill      |
| 1998 | Nobby Stiles       |
| 1997 | Franz Beckenbauer  |

## Premi al Mèrit Especial
| Any  | Guanyador                                                   |
| ---- | ----------------------------------------------------------- |
| 2015 | Regions' Cup team                                           |
| 2014 | Stephanie Roche                                             |
| 2013 | Ciara Grant                                                 |
| 2012 | Not Awarded                                                 |
| 2011 | Shamrock Rovers team                                        |
| 2010 | Republic of Ireland women's national under-17 football team |
| 2009 | Olivia O'Toole                                              |
| 2008 | Eddie Foley                                                 |
| 2007 | Jack Charlton                                               |
| 2006 | Pete Mahon                                                  |
| 2005 | Sean McCaffrey                                              |
| 2004 | Vincent Butler                                              |
| 2003 | No award ceremony.                                          |
| 2002 | Des Casey                                                   |
| 2001 | Jim McLaughlin                                              |
| 2000 | Dr Tony O'Neill/Tony Sheehan                                |
| 1999 | Billy Young                                                 |
| 1998 | Noel O'Reilly                                               |
| 1997 | Eoin Hand                                                   |

## Premis Internacionals Femenins

### Millor Jugadora Internacional Absoluta de l'Any
| Any  | Guanyadora         | Club                    |
| ---- | ------------------ | ----------------------- |
| 2015 | Denise O'Sullivan  | Glasgow City            |
| 2014 | Julie-Ann Russell  | UCD Waves               |
| 2013 | Louise Quinn       | Eskilstuna United       |
| 2012 | Emma Byrne         | Arsenal Ladies          |
| 2011 | Niamh Fahey        | Arsenal Ladies          |
| 2010 | Fiona O'Sullivan   | AIK Stockholm           |
| 2009 | Niamh Fahey        | Arsenal Ladies          |
| 2008 | Niamh Fahey        | Arsenal Ladies          |
| 2007 | Emma Byrne         | Arsenal Ladies          |
| 2006 | Alisha Moran       | Harvard University      |
| 2005 | Michele O'Brien    | Long Island Lady Riders |
| 2004 | Elaine O'Connor    | Hofstra Pride           |
| 2003 | No award ceremony. | No award ceremony.      |
| 2002 | Yvonne Tracy       | Arsenal Ladies          |
| 2001 | Olivia O'Toole     | Shamrock Rovers         |
| 2000 | Ciara Grant        | Arsenal Ladies          |
| 1999 | Claire Scanlan     | Troy University         |
| 1998 | Yvonne Lyons       | Benfica                 |
| 1997 | Bernie Reilly      | Shamrock Rovers         |

### Millor Jugadora Internacional Sub-19 de l'Any
| Any  | Guanyadora         | Club                    |
| ---- | ------------------ | ----------------------- |
| 2015 | Megan Connolly     | Florida State Seminoles |
| 2014 | Megan Connolly     | College Corinthians     |
| 2013 | Claire Shine       | Raheny United           |
| 2012 | Emma Hansberry     | Castlebar Celtic        |
| 2011 | Grace Moloney      | Reading                 |
| 2010 | Becky Walsh        | Salthill Devon          |
| 2009 | Julie-Ann Russell  | Salthill Devon          |
| 2008 | Karen Duggan       | Piltown                 |
| 2007 | Lynn Bradley       | Lynsey Wilton College   |
| 2006 | Áine O'Gorman      | Stella Maris            |
| 2005 | Niamh Fahey        | Salthill Devon          |
| 2004 | Katie Taylor       | St. James's Gate        |
| 2003 | No award ceremony. | No award ceremony.      |
| 2002 | Selina Moylan      | Lifford FC              |
| 2001 | Marie Curtin       | Lifford FC              |
| 2000 | Caroline Thorpe    | Arsenal                 |
| 1999 | Dolores Deasley    | Letterkenny Rovers      |

### Millor Jugadora Internacional Sub-17 de l'Any
| Any  | Guanyadora        | Club                |
| ---- | ----------------- | ------------------- |
| 2015 | Amanda McQuillan  | Shelbourne Ladies   |
| 2014 | Evelyn Daly       | Lakewood Athletic   |
| 2013 | Savannah McCarthy | Listowel Celtic     |
| 2012 | Lauren Dwyer      | Wexford Youths      |
| 2011 | Chloe Mustaki     | Peamount United     |
| 2010 | Not Awarded       | Not Awarded         |
| 2009 | Dora Gorman       | Salthill Devon      |
| 2008 | Ciara Grant       | Kilmacrennan Celtic |
| 2007 | Gillian McDonnell | Dundalk City        |

## Millor Jugador Internacional Juvenil de l'Any
| Any  | Guanyador          | Club               |
| ---- | ------------------ | ------------------ |
| 2015 | Jimmy Carr         | St. Michael's      |
| 2014 | Darren Dunne       | Sheriff            |
| 2013 | Paul Breen         | St. Michael's      |
| 2012 | Adrian Walsh       | Carrick United     |
| 2011 | James Walsh        | St. Michael's      |
| 2010 | Ross Carrig        | Killester United   |
| 2009 | Wayne Fitzgerald   | Carrick United     |
| 2008 | Séamie Crowe       | Athenry            |
| 2007 | David Lacey        | Killester United   |
| 2006 | Michael Keogh      | Killester United   |
| 2005 | David Conroy       | Ballymun United    |
| 2004 | James Walsh        | St. Michael's      |
| 2003 | No award ceremony. | No award ceremony. |
| 2002 | Pat Holden         | Evergreen          |
| 2001 | Christy McElligott | Ballymun United    |
| 2000 | Keith Bruen        | Portmarnock        |
| 1999 | Gary McCormack     | Portmarnock        |
| 1998 | Philip Long        | St. Kevin's Boys   |
| 1997 | Barry Flynn        | Fairview Rangers   |

## Intermediate Player of the Year
| Any  | Guanyador          | Club               |
| ---- | ------------------ | ------------------ |
| 2015 | Ken Hoey           | Rockmount          |
| 2014 | Danny Long         | Avondale United    |
| 2013 | Malachy McDermott  | Cockhill Celtic    |
| 2012 | David O'Sullivan   | Wayside Celtic     |
| 2011 | Brendan O'Connell  | Rockmount          |
| 2010 | Séamie Crowe       | Athenry            |
| 2009 | Ken Hoey           | Rockmount          |
| 2008 | Derek Prendergast  | Bangor Celtic      |
| 2007 | Paul McCabe        | Crumlin United     |
| 2006 | Ken Hoey           | Rockmount          |
| 2005 | Ruari Beechinor    | Rockmount          |
| 2004 | Ian Callaghan      | Wayside Celtic     |
| 2003 | No award ceremony. | No award ceremony. |
| 2002 | Graham Dunning     | Bluebell United    |
| 2001 | B. Porter          | Letterkenny Rovers |
| 2000 | Brian Healy        | Temple United      |
| 1999 | Jonathan King      | Ashtown Villa      |

## Millor Jugador InternacionalFootball for Allde l'Any
| Any  | Guanyador          | Club                                            |
| ---- | ------------------ | ----------------------------------------------- |
| 2015 | Mark Duffy         | Special Olympics Ireland                        |
| 2014 | Aoife McNicoll     | Irish Powerchair Football Squad                 |
| 2013 | Noel O'Donnell     | Irish Deaf Men's Squad                          |
| 2012 | Davy Byrne         | Irish Homeless World Cup Team                   |
| 2011 | Adrian Clarke      | Irish Special Olympics International Squad      |
| 2010 | Richard Dougherty  | Irish Deaf Men's Squad                          |
| 2009 | Luke Evans         | Ireland CP Soccer team                          |
| 2008 | Stephen Coleman    | Ireland Street League                           |
| 2007 | Kieran Woods       | Park FC                                         |
| 2006 | Gary Messitt       | Cerebral Palsy Sport Ireland/Glencormack United |
| 2005 | Joe Watson         | Irish Deaf Sports/Waterford Crystal FC          |
| 2004 | Rita Doherty       | Special Olympics Ireland                        |
| 2003 | No award ceremony. | No award ceremony.                              |
| 2002 | Graham Dunning     | Cerebral Palsy Sport Ireland                    |

## Millor Jugador Internacional de l'Acadèmia de la FAI de l'Any
| Any  | Guanyador        | Club                                            |
| ---- | ---------------- | ----------------------------------------------- |
| 2015 | Connor Ellis     | Cork City/Coláiste Pobail Bheanntraí            |
| 2014 | Ryan Manning     | Queens Park Rangers/Galway United/Yeats College |
| 2013 | Alan Browne      | Preston North End/Nagle Community College       |
| 2012 | Sean Maguire     | CBS Kilkenny                                    |
| 2011 | Hugh Douglas     | Belvedere FC/Saint Brendan's College            |
| 2010 | Robert Benson    | Marist College                                  |
| 2009 | Shane Howard     | Colaiste Eoin, Carlow                           |
| 2008 | John Mulroy      | Moyle Park College                              |
| 2007 | Patrick Mullins  | CBS Sexton Street                               |
| 2006 | Conor Powell     | Bohemians/Portmarnock Community School          |
| 2005 | Gary Deegan      | Bohemians/Chanel College                        |
| 2004 | Darren Quigley   | UCD/St Laurence's College                       |
| 2003 | Stephen Ward     | Portmarnock Community School                    |
| 2002 | Vincent Tyrell   | Bohemians/St. Declan's                          |
| 2001 | Ashley White     | St Macartan's College                           |
| 2000 | Alan Murphy      | Galway United/Ballinrobe Community School       |
| 1999 | Conor O'Grady    | Sligo Rovers/Summerhill College                 |
| 1998 | Kevin Doherty    | Liverpool FC/Home Farm/St. Joseph's C.B.S.      |
| 1997 | Ronnie O'Brien   | Middlesbrough/St. Brendans                      |
| 1996 | Darragh Sheridan | St Mary's College                               |
| 1995 | Colin Hawkins    | St. Joseph's Patrician College                  |
| 1994 | Karl Lafferty    | St. Columba's College                           |
| 1993 | Anthony Scully   | Collinstown Park Community College              |
| 1992 | Declan Boyle     | St. Catherine's Vocational School               |
| 1991 | Shaun Elebert    | Plunket College                                 |
| 1990 | Barry Patton     | St. Columba's College                           |